# Gianluca Nuzzo
Gianluca Nuzzo (Tricase, 31 marzo 1975) è un pallavolista allenatore italiano.
Ha giocato nel ruolo di opposto. Oggi è un allenatore federale Fipav, attivo nel settore giovanile: insegna pallavolo come tecnico della Lecce Volley.

## Carriera sportiva
Dal 1988 al 1990 gioca nella squadra giovanile Vis Ruffano dove viene notato dai talent scout della Pallavolo Modena con la quale gioca nella stagione successiva, sempre nella squadra giovanile. Già dalla stagione successiva passa nella squadra titolare che militava in A1 dove giocherà fino alla fine della stagione 1993-94 avendo modo di partecipare alla vittoria della Coppa Italia di serie A1.
La stagione successiva viene ceduto in prestito alla Materdomini Volley in A2 dove viene nominato miglior under 23 in A2. Ritorna a Modena nella stagione 1995-96 dove vive una stagione gloriosa, infatti in quella stagione la Daytona Modena conquista la Supercoppa Europea e la Champions League e viene nominato come miglior giocatore Under23 del campionato di serie A1.
Dal 1996 al 2000 milita nel Montichiari dove si impone tra i migliori opposti italiani (2 volte miglior giocatore Trofeo Ghilardi) meritandosi la sua prima convocazione in Nazionale il 28 maggio 1999 a Sydney dove l'Italia s'impone agevolmente contro l'Australia e, sempre nel 1999 partecipa alla World League che si conclude trionfalmente per i colori italiani.
Nella stagione 2000-2001 diventa il primo giocatore italiano di pallavolo a militare nella serie A giapponese precisamente con gli Osaka Blazers.
Nella stagione successiva passa alla Magna Grecia Volley di Taranto, ma già l'anno dopo passa al Padova Volley.
Nel 2003-2004 e l'inizio della stagione successiva gioca nel Trentino Volley ma a stagione in corso passa al Gioia del Colle.
Nella stagione 2005-2006 passa nuovamente alla Materdomini Volley in serie A2.
Dalla stagione 2006-2007 difende i colori del Modugno-Noicattaro Volley.
Dal 2007 al 2009 ha militato nella squadra di Gioia del Colle (BA).
Nella stagione 2009-2010 ha giocato a Reggio Calabria in B1.
Nella stagione 2010-2011 ha giocato a Potenza in B1, squadra nella quale ha giocato le semifinali play-off.
Dal 2014 al 2020 ha ricoperto il ruolo di allenatore della Showy Boys Galatina, responsabile del settore giovanile e direttore della Scuola Volley.
Dal 2020 ricopre il ruolo di allenatore presso la società Lecce Volley per il settore giovanile
Nel febbraio 2021 Gianluca Nuzzo è stato nominato direttore tecnico del settore giovanile della Conad Lecce Volley, incarico confermato anche negli anni successivi. Nel giugno 2025 continua a ricoprire il ruolo di tecnico federale FIPAV, mantenendo il proprio impegno nella promozione della pallavolo tra i giovani nel territorio salentino.

## Palmarès

### Juniores
- Miglior giocatore Under 16 Italia 1990
- Miglior servizio Mondiali Malesia 1996
- Miglior Under 23 in A2 1995
- Miglior Under 23 in A1 1996
- Trofeo Ghilardi Miglior giocatore italiano 1998 e 1999

### Club
- Coppa Italia: 1

Modena: 1993-94
- Coppa dei Campioni: 1

Modena: 1995-96
- Supercoppa europea: 1

Modena: 1995

### Nazionale
- World League:

 1999